# Bahamas vid världsmästerskapen i friidrott 2022
Bahamas tävlade vid världsmästerskapen i friidrott 2022 i Eugene i USA mellan den 15 och 24 juli 2022. Bahamas hade en trupp på 17 idrottare, varav nio herrar och åtta damer.
Den 22 juli 2022 tog Shaunae Miller-Uibo guld i damernas 400 meter efter ett lopp på världsårsbästat 49,11 sekunder.

## Medaljörer
| Medalj | Idrottare           | Gren               | Datum   |
| ------ | ------------------- | ------------------ | ------- |
| Guld   | Shaunae Miller-Uibo | Damernas 400 meter | 22 juli |

## Resultat

### Herrar
Gång- och löpgrenar
| Idrottare         | Gren      | Försöksheat | Försöksheat | Semifinal        | Semifinal        | Final            | Final            |
| Idrottare         | Gren      | Resultat    | Placering   | Resultat         | Placering        | Resultat         | Placering        |
| ----------------- | --------- | ----------- | ----------- | ---------------- | ---------------- | ---------------- | ---------------- |
| Samson Colebrooke | 100 meter | 10,23       | 38          | Gick inte vidare | Gick inte vidare | Gick inte vidare | Gick inte vidare |
| Terrence Jones    | 100 meter | 0DNS0       | 0DNS0       | 0DNS0            | 0DNS0            | 0DNS0            | 0DNS0            |
| Steven Gardiner   | 400 meter | 0DNS0       | 0DNS0       | 0DNS0            | 0DNS0            | 0DNS0            | 0DNS0            |

Teknikgrenar
| Idrottare     | Gren      | Kval    | Kval      | Final            | Final            |
| Idrottare     | Gren      | Distans | Placering | Distans          | Placering        |
| ------------- | --------- | ------- | --------- | ---------------- | ---------------- |
| Donald Thomas | Höjdhopp  | 2,21 m  | 23        | Gick inte vidare | Gick inte vidare |
| LaQuan Nairn  | Längdhopp | 7,80 m  | 18        | Gick inte vidare | Gick inte vidare |

Mångkamp – Tiokamp
| Idrottare    | Gren     | 100 m | Längd       | Kula    | Höjd   | 400 m      | 110 m häck | Diskus  | Stav   | Spjut        | 1 500 m      | Totalt     | Placering |
| ------------ | -------- | ----- | ----------- | ------- | ------ | ---------- | ---------- | ------- | ------ | ------------ | ------------ | ---------- | --------- |
| Ken Mullings | Resultat | 10,83 | 6,96 m 0SB0 | 13,83 m | 2,05 m | 49,25 0SB0 | 14,02 0PB0 | 42,70 m | 4,50 m | 56,92 m 0SB0 | 4.52,85 0SB0 | 7 866 0NR0 | 17        |
| Ken Mullings | Poäng    | 899   | 804         | 718     | 850    | 849        | 972        | 720     | 760    | 692          | 602          | 7 866 0NR0 | 17        |

### Damer
Gång- och löpgrenar
| Idrottare                                                                                           | Gren                  | Försöksheat | Försöksheat | Semifinal        | Semifinal        | Final            | Final            |
| Idrottare                                                                                           | Gren                  | Resultat    | Placering   | Resultat         | Placering        | Resultat         | Placering        |
| --------------------------------------------------------------------------------------------------- | --------------------- | ----------- | ----------- | ---------------- | ---------------- | ---------------- | ---------------- |
| Tynia Gaither                                                                                       | 100 meter             | 11,16       | 18 0q0      | 0DSQ0            | 0DSQ0            | Gick inte vidare | Gick inte vidare |
| Anthonique Strachan                                                                                 | 100 meter             | 11,08       | 13 0Q0      | 10,98 0PB0       | 10               | Gick inte vidare | Gick inte vidare |
| Tynia Gaither                                                                                       | 200 meter             | 22,61       | 13 0Q0      | 22,41 0PB0       | 11               | Gick inte vidare | Gick inte vidare |
| Anthonique Strachan                                                                                 | 200 meter             | 1.50,06     | 44          | Gick inte vidare | Gick inte vidare | Gick inte vidare | Gick inte vidare |
| Shaunae Miller-Uibo                                                                                 | 400 meter             | 51,10       | 9 0Q0       | 49,55 0SB0       | 1 0Q0            | 49,11 0VB0       | 1                |
| Devynne Charlton                                                                                    | 100 meter häck        | 12,69       | 7 0Q0       | 12,46 0NR0       | 7 0Q0            | 12,53            | 7                |
| Jenae Ambrose Doneisha Anderson Shaunae Miller-Uibo Megan Moss Anthonique Strachan Javonya Valcourt | 4 × 400 meter stafett | 0DNS0       | 0DNS0       | —                | —                | 0DNS0            | 0DNS0            |

### Mixat
Gång- och löpgrenar
| Idrottare                                                   | Gren                  | Försöksheat  | Försöksheat | Final            | Final            |
| Idrottare                                                   | Gren                  | Resultat     | Placering   | Resultat         | Placering        |
| ----------------------------------------------------------- | --------------------- | ------------ | ----------- | ---------------- | ---------------- |
| Bradley Dormeus Megan Moss Alonzo Russell Doneisha Anderson | 4 × 400 meter stafett | 3.19,73 0SB0 | 15          | Gick inte vidare | Gick inte vidare |